# Smith College

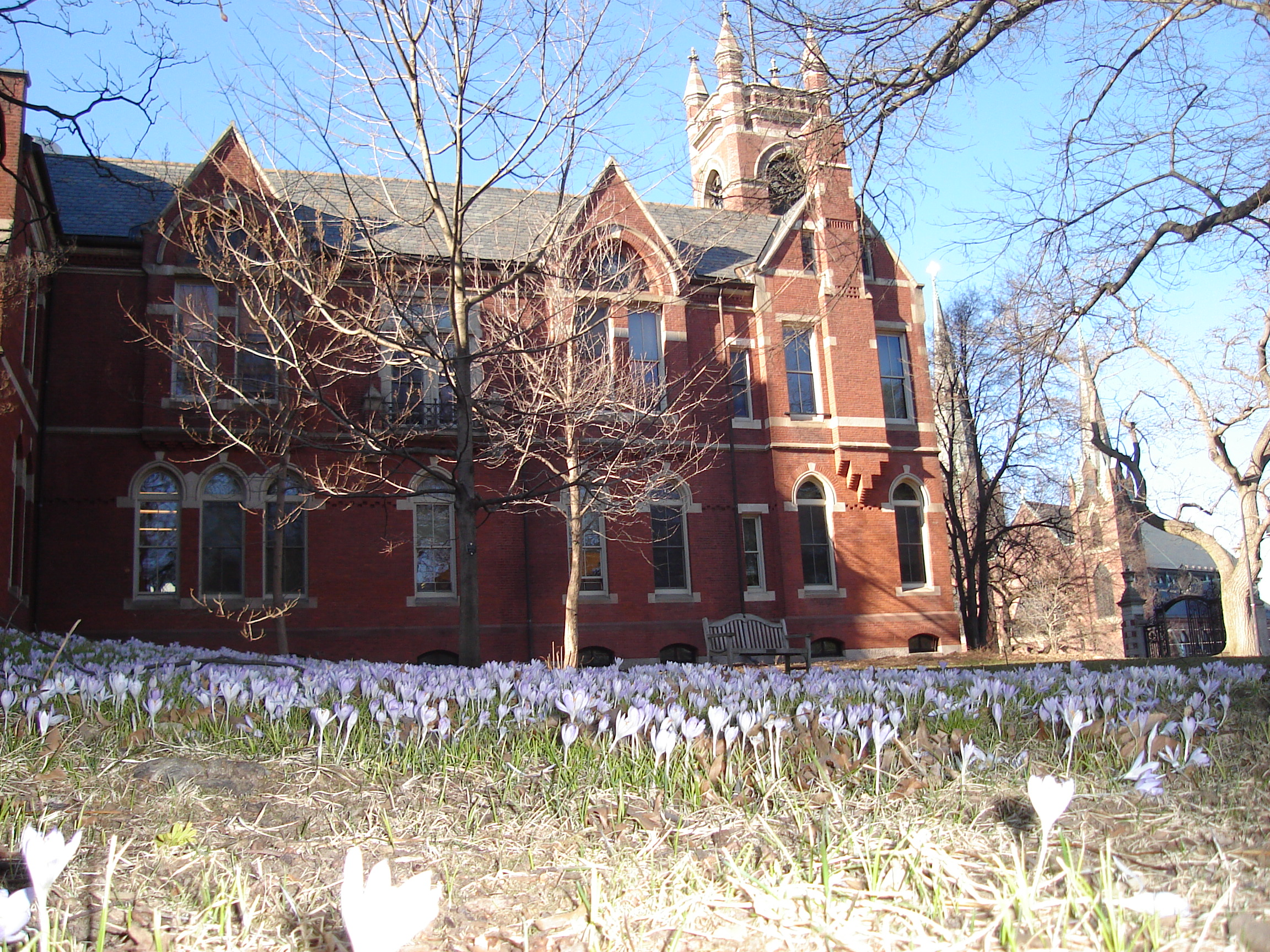
Smith College

Smith College – prywatny college sztuk wyzwolonych dla kobiet założony w 1871 w Northampton w stanie Massachusetts. Oficjalnie rozpoczął działalność w 1875.
Nazwa pochodzi od fundatorki szkoły, Sophii Smith, która odziedziczywszy duży majątek w wieku 65 lat, uznała za swój moralny obowiązek przeznaczenie tych pieniędzy na uczelnię dla kobiet.
Smith College należy do tzw. Siedmiu Sióstr (Seven Sisters), siedmiu najbardziej prestiżowych szkół żeńskich na Wschodnim Wybrzeżu Stanów Zjednoczonych, uważanych za żeński odpowiednik męskiej Ligi Bluszczowej (Ivy League).
Do absolwentek Smith College należą Sylvia Plath, Julia Child i Gloria Steinem, a także Halina Poświatowska. Od 1989 uczelnia obchodzi uroczyście Dzień Otelii Cromwell, pierwszej afroamerykańskiej absolwentki Smith College.